# Gare de Belgrade Centre

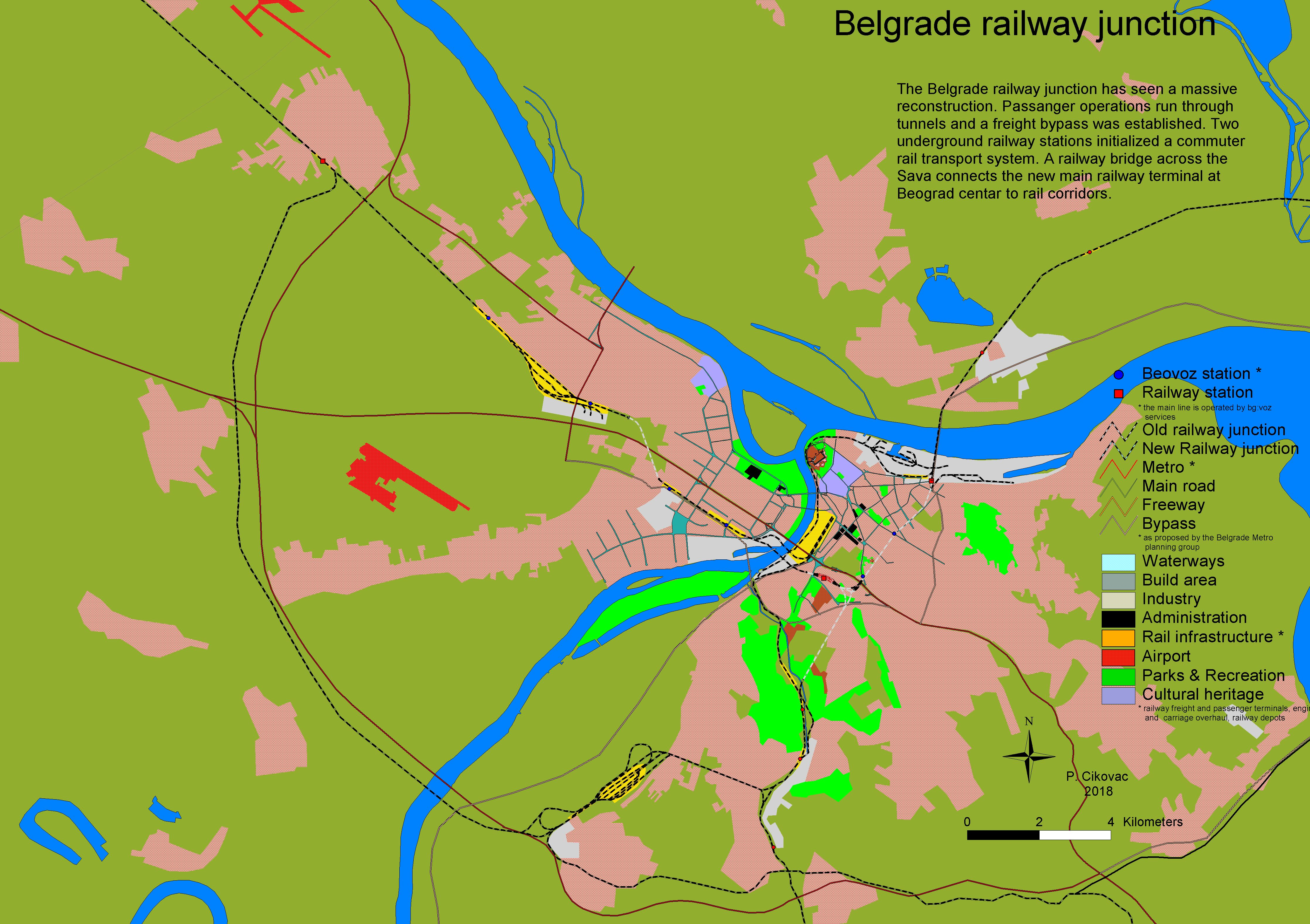
Localisation de la gare de Belgrade Centre (Prokop) dans la Jonction ferroviaire de Belgrade (2010)

La gare de Belgrade Centre (en serbe cyrillique : Железничка станица Београд Центар ; en serbe latin : Železnička stanica Beograd Centar), également appelée Prokop (Прокоп), est la nouvelle gare de Belgrade, la capitale de la Serbie. Elle est située dans la municipalité urbaine de Savski venac.
La construction de la gare s'inscrit dans le cadre de la Jonction ferroviaire de Belgrade (en serbe : Београдски железнички чвор et Beogradski železnički čvor), un vaste plan de réorganisation des transports ferroviaires dans la capitale serbe inauguré en 1974. La construction de la gare, commencée en 1977, a été retardée par d'importants problèmes de financement ; elle implique notamment la réalisation de 14 km de tunnels, la réalisation de plusieurs ponts, parmi lesquels figure le Nouveau pont ferroviaire sur la Save ouvert au trafic en 1979.

## Histoire

### Historique de la construction

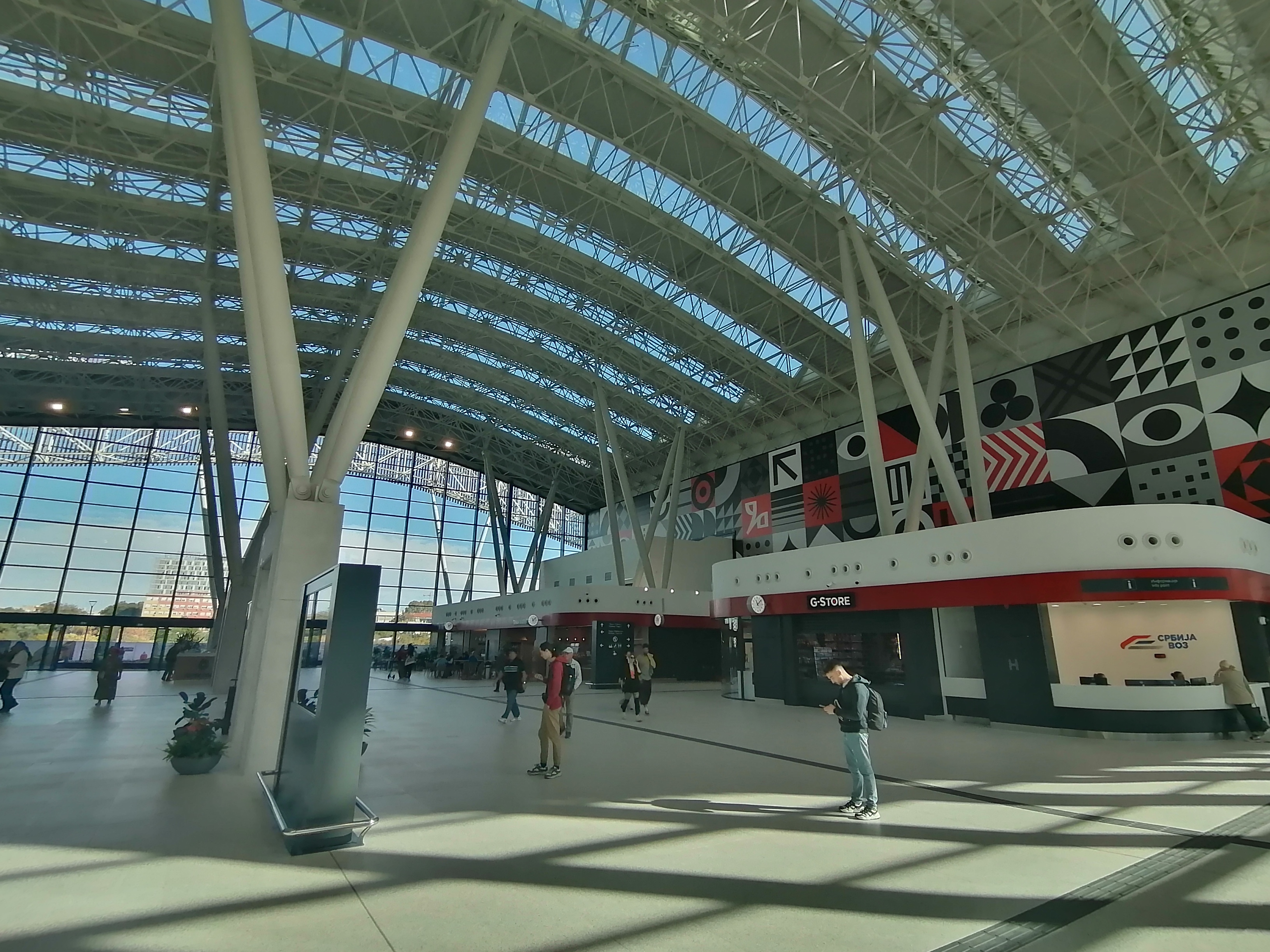
Intérieur du bâtiment principal de la gare (2023)

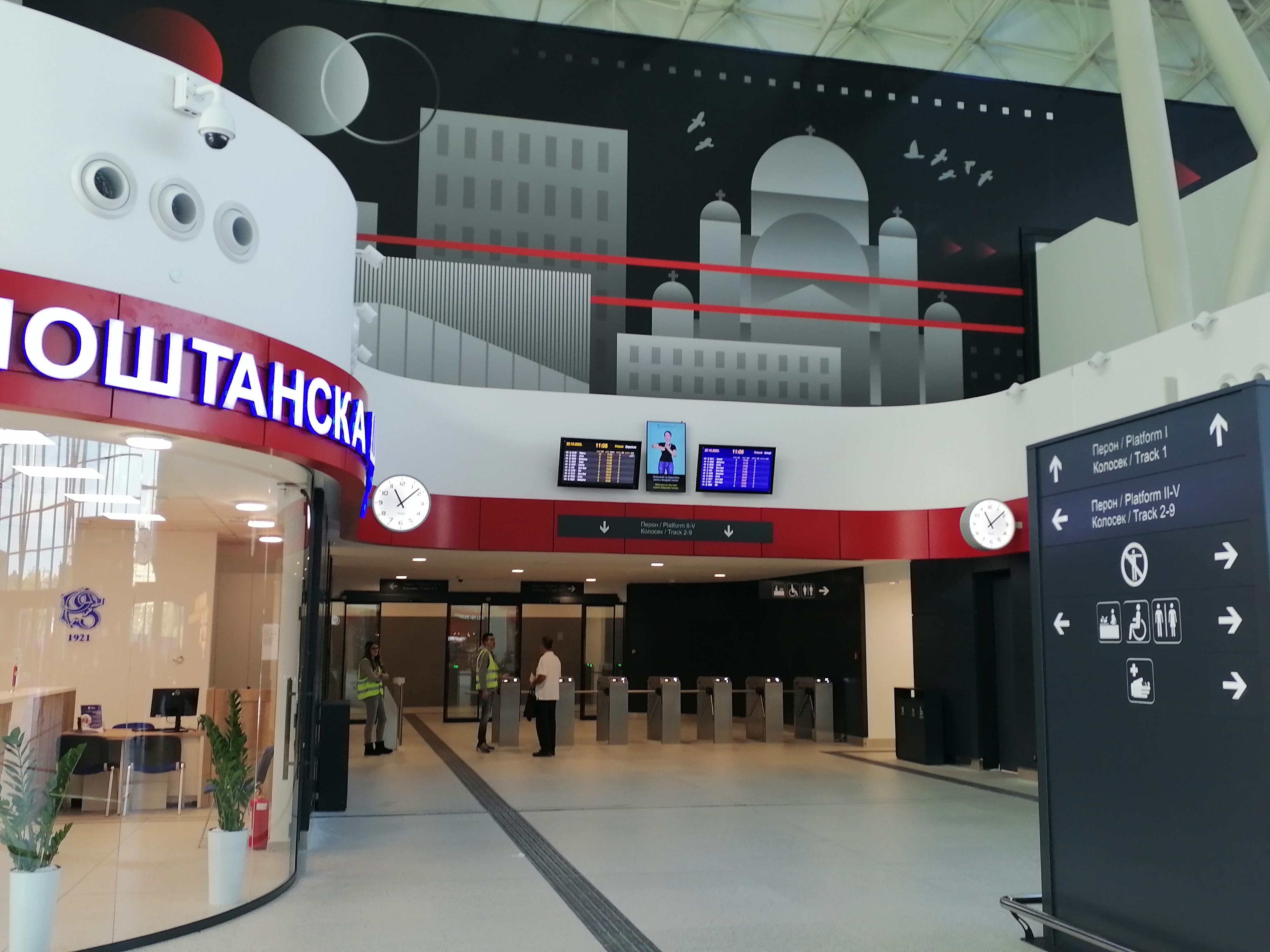
Passage vers les voies souterraines (2023)

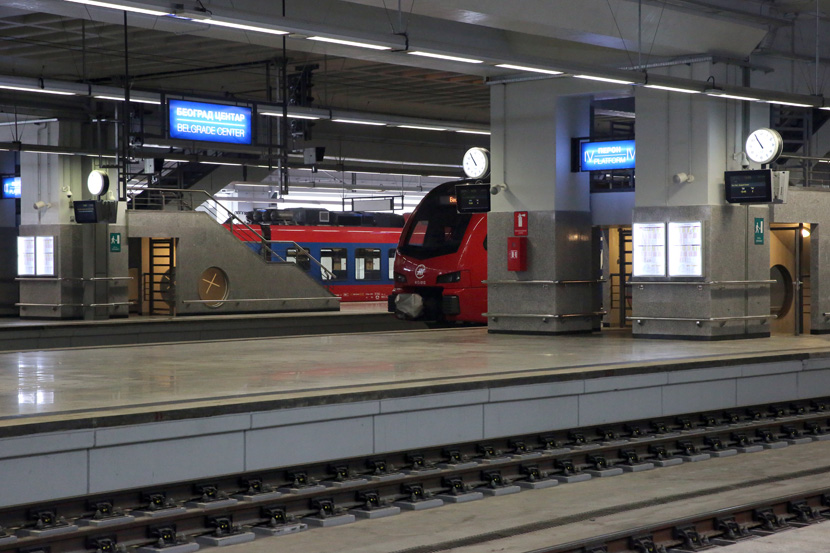
Quai de gare (2016)

La construction de la gare de Belgrade Centre s'inscrit dans un projet de développement de liaisons ferroviaires rapides connu sous le nom de Jonction ferroviaire de Belgrade, voté le 11 mars 1971 par le conseil municipal de la Ville de Belgrade ; la réalisation de ce projet était rendue difficile par la configuration du terrain, Belgrade étant située à la confluence d'une rivière (la Save) et d'un fleuve (le Danube), dans une zone de collines urbaines, avec une faible possibilité d'exploiter la rive des cours d'eau pour le transport. Depuis les années 1960, la gare principale de Belgrade, située dans la municipalité de Savski venac, semblait, par sa position, inadaptée aux nouveaux besoins de transport de la capitale serbe et de sa région.
La nouvelle gare a été dessinée par l'architecte Mihail Maletin, avec l'idée de mettre la gare en jonction avec les grandes lignes internationales et avec le réseau de banlieue,.
Le projet de construction la gare, décidé par le maire de Belgrade Branko Pešić, a vu le jour en mars 1974. La première pierre du Nouveau pont ferroviaire a été posée le 8 octobre 1977, ainsi que celle de la future gare de Belgrade Centre. Mais, en raison des difficultés techniques et des difficultés financières, les travaux ont été retardés, avec des interruptions entre 1977 et 1980, entre 1984 et 1989 et entre 1996 et 1999. Pendant ces interruptions, les tunnels et les ponts nécessaires à la gare ont pu être construits, ainsi que les stations souterraines de Belgrade Centre et de Vukov spomenik sur le réseau Beovoz.
En mars 2008, la compagnie des Chemins de fer de Serbie (en serbe : Железнице Србије et Železnice Srbije) et l'entreprise de construction Energoprojekt ont signé un contrat pour l'achèvement des travaux, après l'échec de plusieurs tentatives de financement par des capitaux privés. Le contrat stipulait que les travaux commenceraient deux mois après l'approbation du contrat par le gouvernement de la Serbie. Un protocole d'accord fut finalement signé le 17 octobre 2008 entre le ministre des Infrastructures, le maire de Belgrade et les Chemins de fer de Serbie, en présence du premier ministre serbe Mirko Cvetković, l'État et la Ville de Belgrade dégageant ensemble un financement de 72 millions d'euros. Pour 2009, la Ville de Belgrade devait investir 22 millions pour la réalisation des infrastructures routières nécessaires au fonctionnement de la gare et l'État devait verser 35 millions pour la construction de la gare proprement dite.

### Architecture
La gare de Belgrade Centre repose sur une dalle de béton de 40 000 m2, prévue pour le hall destiné à abriter les services opérationnels ; plus de 100 000 m2 d'espaces commerciaux sont prévus pour compléter la structure.

## Service des voyageurs

### Accueil
La gare de Belgrade Centre est intégrée dans le corridor paneuropéen X. Sur le plan routier, elle est accessible par le boulevard Franchet d'Esperey, par la rue Kneza Miloša et par le bulevar Vojvode Putnika ; par ces artères on peut rejoindre la rue Deligeradska ulica, le Boulevard de la Libération (en serbe : Bulevar Oslobođenja) et le bulevar kneza Aleksandra Karađorđevića. En revanche, la gare manque encore de liaisons routières, notamment vers l'ouest, en raison de la topographie rendue complexe par la présence des collines de Vračar et de Dedinje. En 2009, le coût des infrastructures routières nécessaires à la gare était estimé à 25 millions d'euros.

### Desserte

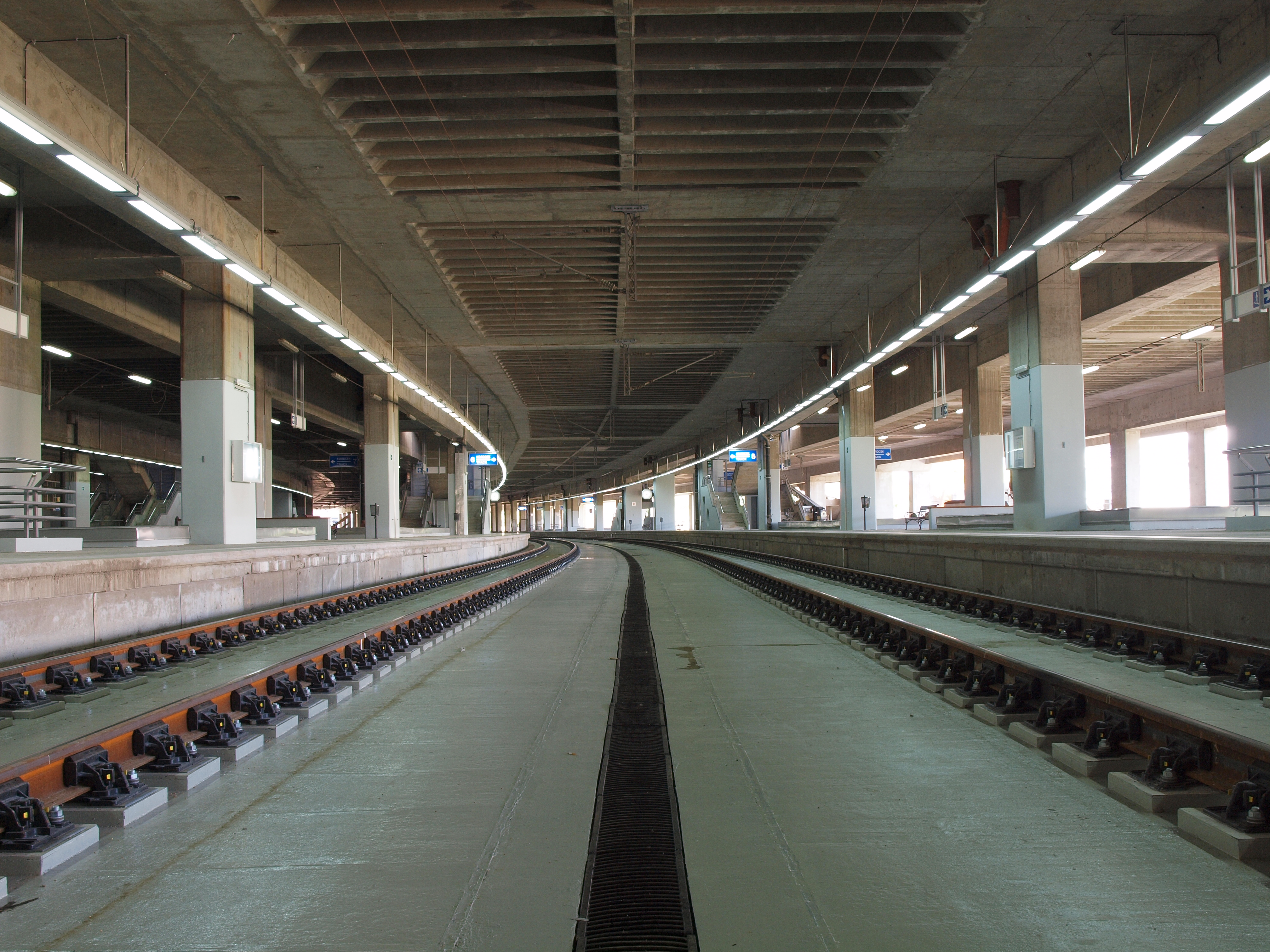
Les lignes 5 et 6 du réseau Beovoz

Sur le plan des transports publics, la gare de Belgrade Centre se situe à l'intersection de plusieurs lignes du réseau Beovoz, le réseau régional de transport public de la capitale serbe : les lignes 1 (Stara Pazova-Batajnica-Beograd Centar-Pančevo Vojlovica), 3 (Stara Pazova-Batajnica-Beograd Centar-Rakovica-Resnik-Ripanj), 4 (Zemun-Beograd Centar-Rakovica-Valjevo), 5 (Nova Pazova-Batajnica-Beograd Centar-Rakovica-Resnik-Mladenovac) et 6 (Stara Pazova-Batajnica-Beograd Centar-Rakovica-Mala Krsna).

### Intermodalité
La gare est également desservie par la ligne 34L de la compagnie GSP Beograd.

## Quartier de la gare (Prokop)

### Localisation
Le quartier de Prokop, qui donne son surnom à la Gare de Belgrade Centre, est situé à 6 km au sud du centre-ville de Belgrade avec lequel il est relié directement par la rue Kneza Miloša. Il est entouré par le quartier de Zapadni Vračar au nord, par l'échangeur de Mostar et par les quartiers de Senjak à l'ouest et Dedinje au sud. Il est délimité par trois boulevards : le boulevard Franchet d'Esperey, qui sert actuellement de voie rapide, le bulevar Vojvode Putnika et le bulevar kneza Aleksandra Karađorđevića.

### Histoire
Le quartier de Prokop est situé dans la partie orientale de l'ancien quartier de Jatagan mala, un bidonville habité par des Roms, dans la basse vallée du Mokroluški potok, un ruisseau qui coule aujourd'hui en souterrain. De la terre et du gravier furent extraits du secteur pour assécher les marais de la rive droite de la Save (Danube), ce qui permit la construction des quartiers de Savamala et de Bara Venecija et celle de la gare principale de Belgrade. La brasserie BIP, la plus importante de Belgrade, est située à proximité.
En 2002, il comptait 2 103 habitants.

## Galerie de photos

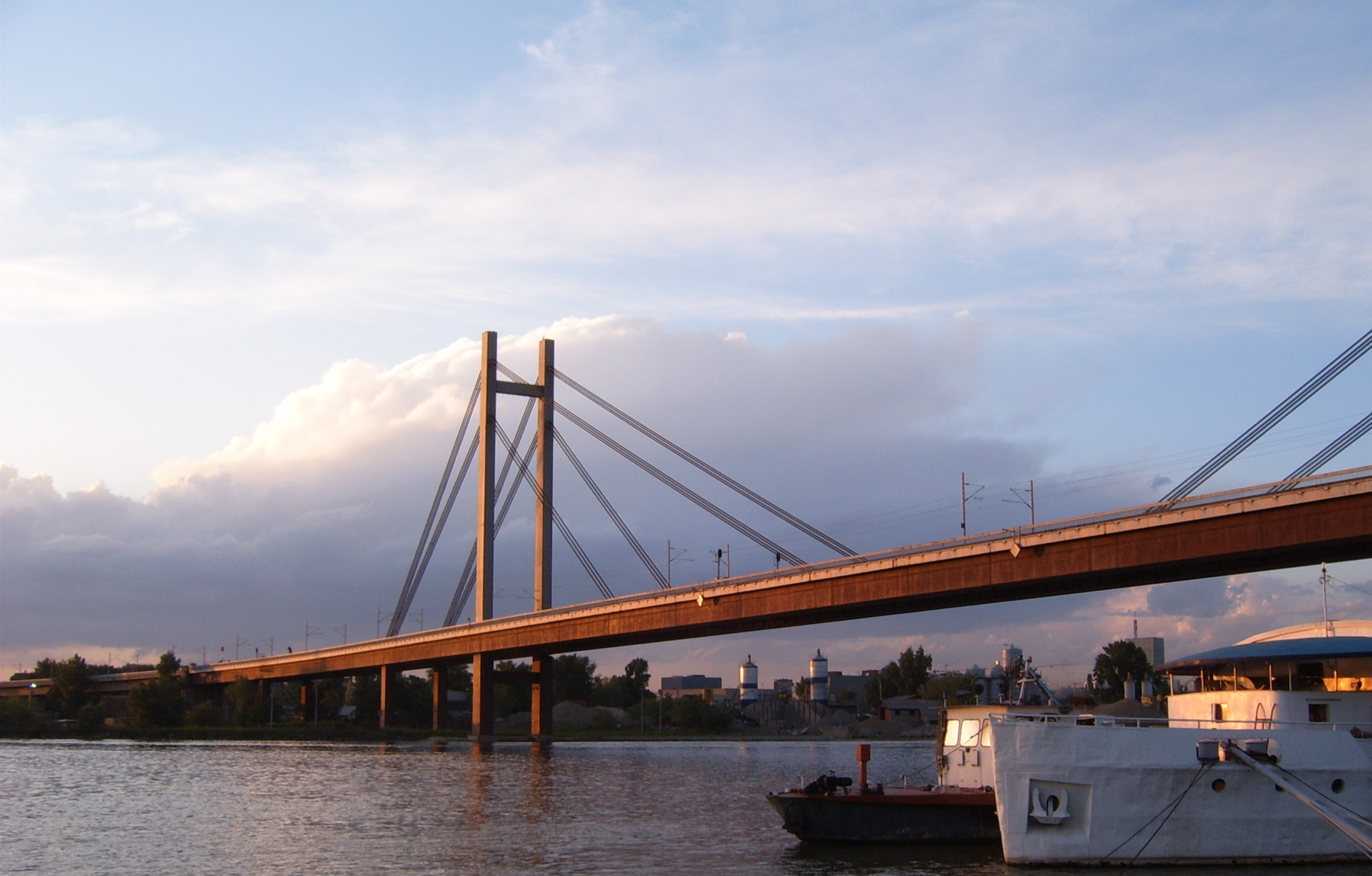
Le Nouveau pont ferroviaire
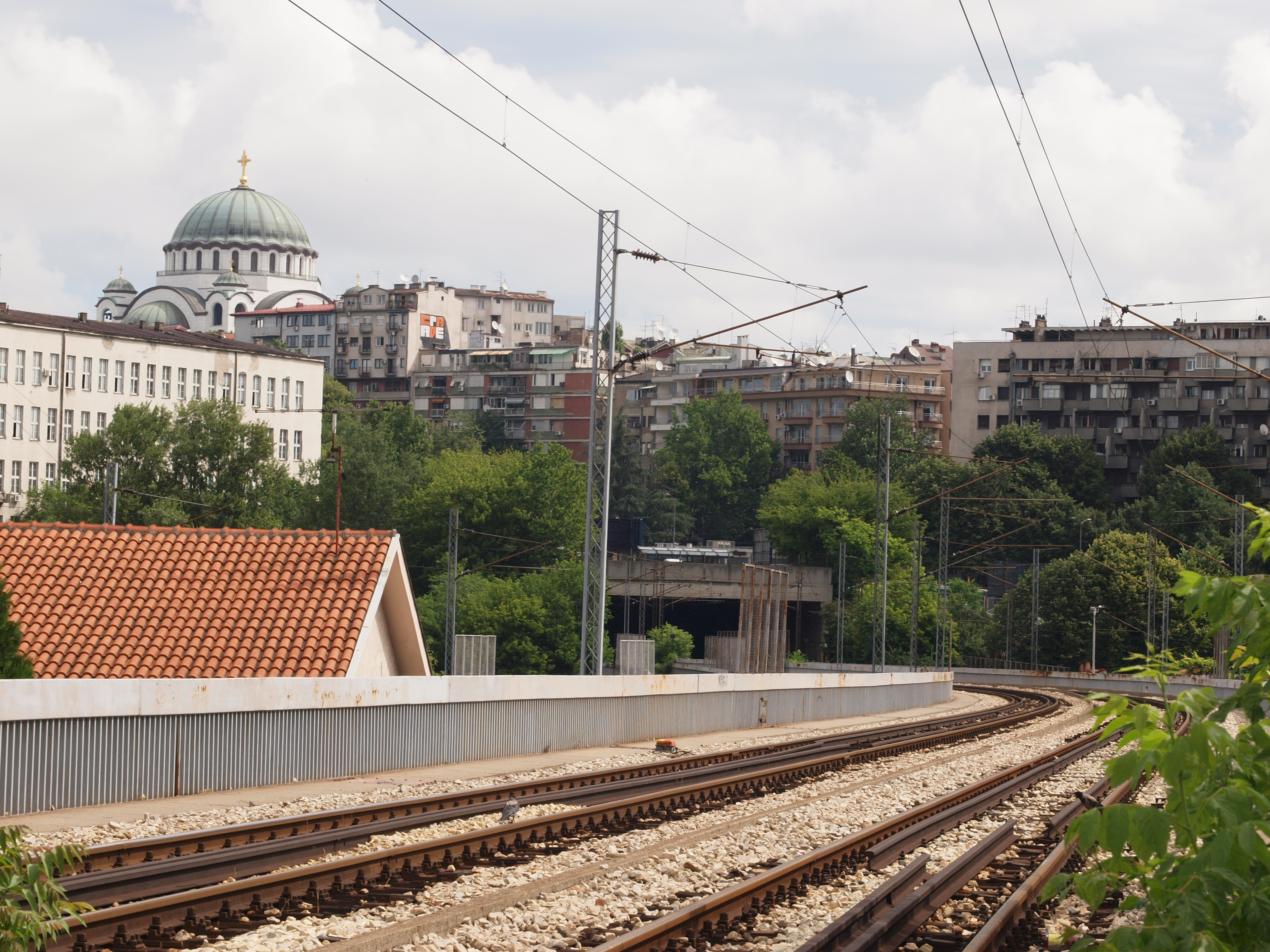
Viaduc conduisant au tunnel de Vračar
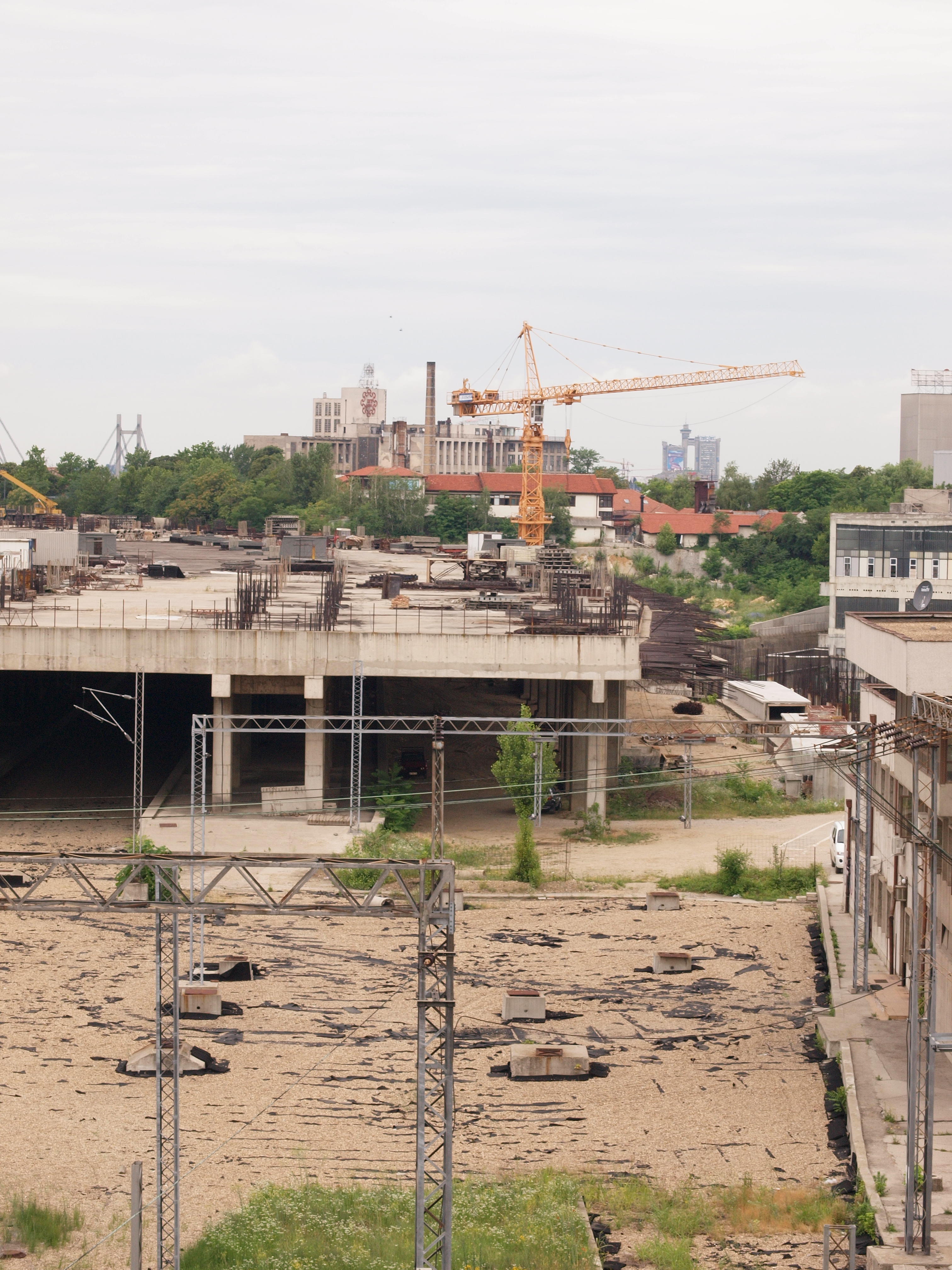
Autre vue des travaux (juin 2009)
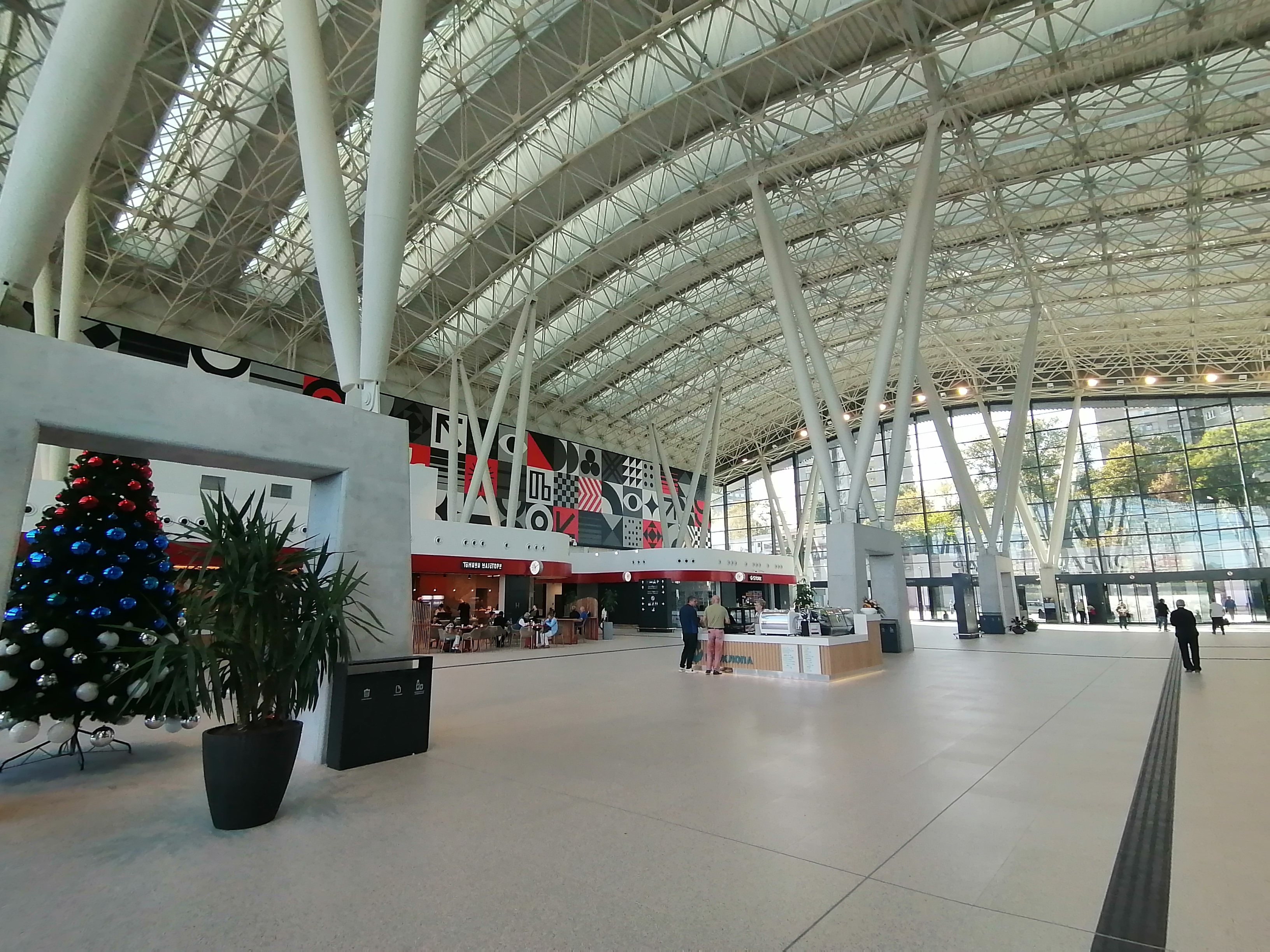
Bâtiment de la gare principale, (2023)